# Sulcia orientalis
Espèce
Synonymes
- Paraleptoneta orientalis Kulczyński, 1914

Sulcia orientalis est une espèce d'araignées aranéomorphes de la famille des Leptonetidae.

## Distribution
Cette espèce est endémique de Bosnie-Herzégovine.

## Publication originale
- Kulczyński, 1914 : Aranearum species novae minusve cognitae, in montibus Kras dictis a Dre C. Absolon aliisque collectae. Bulletin international de l'Académie des Sciences de Cracovie, Classe des Sciences Mathématiques et Naturelles, vol. 1914, p. 353-387.